# Philip Zinckernagel
Philip Zinckernagel, né le 16 décembre 1994 à Copenhague au Danemark, est un footballeur danois qui évolue actuellement au poste d'ailier gauche au Chicago Fire en MLS.

## Biographie

### HB Køge
Né à Copenhague au Danemark, Philip Zinckernagel est formé par le FC Nordsjaelland, puis il rejoint en juillet 2013 le HB Køge (club de deuxième division danoise) avec lequel il joue sa première rencontre chez les professionnels le 25 juillet 2013 face au Lyngby BK, lors de la première journée de championnat de la saison 2013-2014 de deuxième division. Il est titulaire sur l'aile gauche de l'attaque et son équipe s'impose par deux buts à zéro. Un mois plus tard, il inscrit son premier goal contre le Vendsyssel FF, toujours en championnat (victoire 2-1).

### FC Helsingør
Après un essai convaincant Philip Zinckernagel signe un contrat de six mois avec le FC Helsingør le 28 août 2015. Il joue son premier match le 1er septembre 2015 à l'occasion d'une rencontre de coupe du Danemark face à l'Hillerød Fodbold (en). Il est titulaire et se fait remarquer en délivrant une passe décisive. Son équipe s'impose par deux buts à un. Le 12 octobre 2015 il prolonge son contrat jusqu'en juin 2017.

### SønderjyskE
Le 30 août 2016 est annoncé le transfert de Philip Zinckernagel au SønderjyskE, pour un contrat de quatre ans et demi. C'est avec ce club qu'il découvre la Superligaen, l'élite du football danois. Il joue son premier match le 18 septembre 2016 face à son club formateur, le FC Nordsjaelland. Il entre en jeu en fin de partie à la place de Nicolaj Madsen et son équipe s'impose sur le score de trois buts à deux.

### Départ pour l'étranger: FK Bodø/Glimt
Le 30 mars 2018 Philip Zinckernagel signe un contrat de trois ans avec le club norvégien du FK Bodø/Glimt. Il fait sa première apparition sous ses nouvelles couleurs le 8 avril 2018, en entrant en jeu à la place de Jens Petter Hauge, lors d'une rencontre de championnat perdue par son équipe face à l'Odds BK (1-0). Le 19 avril suivant il inscrit son premier but pour le FK Bodø/Glimt face au Melbo IL, en coupe de Norvège (victoire 1-4 du FK Bodø/Glimt). Il s'impose dès sa première saison comme un joueur majeur de l'équipe.
Lors de la saison 2020 il termine troisième meilleur buteur du championnat avec 19 réalisations.

### Aventure britannique
Le 1er janvier 2021, libre contractuellement, le Danois s'engage pour cinq ans et demi avec Watford, qui évolue en Championship (division 2). Alors qu'il était courtisé par de nombreux cadors européens comme Schalke 04 ou le Celtic Glasgow, il justifie son choix de rejoindre les Hornets en expliquant que c'était un club avec du potentiel où il aurait du temps de jeu. En mai, Watford accède à la Premier League mais trois mois plus tard, Zinckernagel est prêté à Nottingham Forest,. Avec les Reds, il réalise un parcours intéressant au terme duquel Forest, quatrième du Championship 2021-2022 décroche le dernier ticket pour l'élite anglaise via les barrages.

### Olympiakos et prêt au Standard de Liège
Lors de l'été 2022, Zinckernagel rejoint l'Olympiakos. Toutefois, il quitte déjà le Pirée en septembre, les Grecs le louant au Standard de Liège pour une saison, sans option d'achat. Le joueur explique ce revirement de situation par le renvoi de Pedro Martins, à l'origine de sa venue, et son remplacement par Carlos Corberán, un conflit avec le technicien espagnol précipitant son départ,. Dès sa première titularisation en championnat de Belgique, il se distingue en réalisant un doublé au Stade Maurice Dufrasne face à Bruges et contribue ainsi à la nette victoire des siens (3-0),. Ironie du sort, Corberán est démis de ses fonctions à l'Olympiakos le même soir. Le Copenhagois devient rapidement un pion majeur chez les Rouches, se montrant particulièrement efficace dans les grands rendez-vous et sacré meilleur buteur du club avec 10 buts. Revenu à l'Olympiakos au terme de son prêt, le club grec décide de le transférer dans un autre club belge, le Club de Bruges pour 2,5 millions d'euros.

### Club Bruges
Le 1er août 2023, Philip Zinckernagel s'engage en faveur du Club Bruges où il retrouve Ronny Deila, son entraineur de la saison précédente au Standard de Liège. Il signe un contrat de deux ans avec les Blauw en Zwart, soit jusqu'en juin 2025.

### Retour au FK Bodø/Glimt
Le 17 août 2024, Philip Zinckernagel fait son retour au FK Bodø/Glimt sous la forme d'un prêt jusqu'à la fin de la saison.
Il participe au sacre du club, le FK Bodø/Glimt remportant le Champion de Norvège en 2024, le quatrième titre de l'histoire du club.

### Palmarès
FK Bodø/Glimt
- Champion de Norvège
  - 2020 et 2024

 Watford
- Vice-champion d'Angleterre de deuxième division
  - 2021